# Kierżeniec (okręg miejski Siemionowa)
Kierżeniec (ros. Керженец) – osiedle w Rosji, w obwodzie niżnonowogrodzkim, w okręgu miejskim Siemionowa. W 2010 liczyło 892 mieszkańców.